# كارلتون بالمر
كارلتون بالمر (بالإنجليزية: Carlton Palmer)‏ (5 ديسمبر 1965 المملكة المتحدة - ) هو لاعب كرة قدم بريطاني يلعب كلاعب وسط، شارك في بطولة أمم أوروبا لكرة القدم 1992.

## مسيرته الكروية
لعب كارلتون بالمر خلال مسيرته الاحترافية مع 8 أندية في خمسة وعشرون موسمًا وسجل خلالها 29 هدفًا ضمن 553 مباراة. ولم يفز بأي موسم بالكأس أو بالدوري.
خاض كارلتون بالمر مسيرته مع نادي وست بروميتش ألبيون في موسم 1984–85 ليلعب معه خمسة مواسم، مشاركًا في 121 مباراة سجل خلالها 4 أهداف. ثم انتقل إلى نادي شيفيلد وينزداي في موسم 1988–89 ليلعب معه ثمانية مواسم، حيث شارك في 227 مباراة سجل خلالها 14 هدفًا. لينتقل بعدها إلى نادي ليدز يونايتد في موسم 1994–95 واستمر معه طيلة ثلاثة مواسم، مشاركًا في 102 مباراة سجل خلالها 5 أهداف. ثم انتقل إلى نادي ساوثهامبتون في موسم 1997–98 ولمدة موسمين، مشاركًا في 45 مباراة سجل خلالها 3 أهداف. هذا وانتقل لاحقًا إلى نادي نوتينغهام فورست في موسم 1998–99 ولمدة موسمين، مشاركًا في 16 مباراة ولم يسجل أي هدف. ثم انتقل بعدها إلى نادي كوفنتري سيتي في موسم 1999–00 ولمدة موسمين، مشاركًا في 16 مباراة ولم يسجل أي هدف أيضًا. ليعود وينتقل من جديد، لكن هذه المرة إلى نادي واتفورد في موسم 2000–01 لمدة موسم واحد، مشاركًا في 5 مباريات ولم يسجل أي هدف أيضًا. لينتقل بعدها إلى نادي ستوكبورت كونتي في موسم 2001–02 ولمدة موسمين، مشاركًا في 21 مباراة سجل خلالها 3 أهداف.

## روابط خارجية
- كارلتون بالمر على موقع الاتحاد الدولي (مؤرشف)  (الإنجليزية)
- كارلتون بالمر على موقع قاعدة بيانات كرة القدم.إي يو (الإنجليزية)
- كارلتون بالمر على موقع ناشيونال فوتبول تيمز (الإنجليزية)
- كارلتون بالمر على موقع Soccerbase.com (لاعب) (الإنجليزية)
- كارلتون بالمر على موقع Soccerbase.com (مدرب) (الإنجليزية)
- كارلتون بالمر على موقع عالم كرة القدم.نت (الإنجليزية)